# Ørbæk
Ørbæk est une ville du centre du Danemark, située dans la commune de Nyborg sur l'île de Fionie. Jusqu'en 2007, Ørbæk était le siège de la commune d'Ørbæk.

## Histoire
Ørbæk a été mentionnée pour la première fois en 1231 sous le nom de "Ørbæc", qui était également le nom du ruisseau traversant la ville. La ville était auparavant connue sous le nom de Ør, puis elle a adopté le nom du ruisseau. Le nom a probablement été modifié vers la fin des années 1800.
Au 19e siècle, Ørbæk était un village important, situé en position centrale avec des routes directes vers Odense, Nyborg, Svendborg, Fåborg et Assens. Cette position centrale a permis à Ørbæk d'acquérir des installations que d'autres villages de l'époque n'avaient pas, comme un bureau de poste. Avec la construction de la ligne de chemin de fer Faaborg-Ringe-Nyborg, Ørbæk est devenue une station entre Nyborg et Ringe. Son histoire en tant que ville de gare a duré de 1897 à 1962. Après 1962, le chemin de fer n'a plus transporté de passagers, et en 1969-1970, une mairie a été construite dans l'ancien bâtiment de la gare d'Ørbæk,.
Une forge a été construite par le prêtre de la ville en 1847 et a été acquise par le Musée en Plein Air (Frilandsmuseet) en 1934.
Une brasserie a été construite en 1906, produisant de la bière jusqu'aux années 1970. En 1996, la brasserie a été rachetée par Niels et Nicolai Rømer et Ørbæk Bryggeri a été fondée.

## Église d’Ørbæk

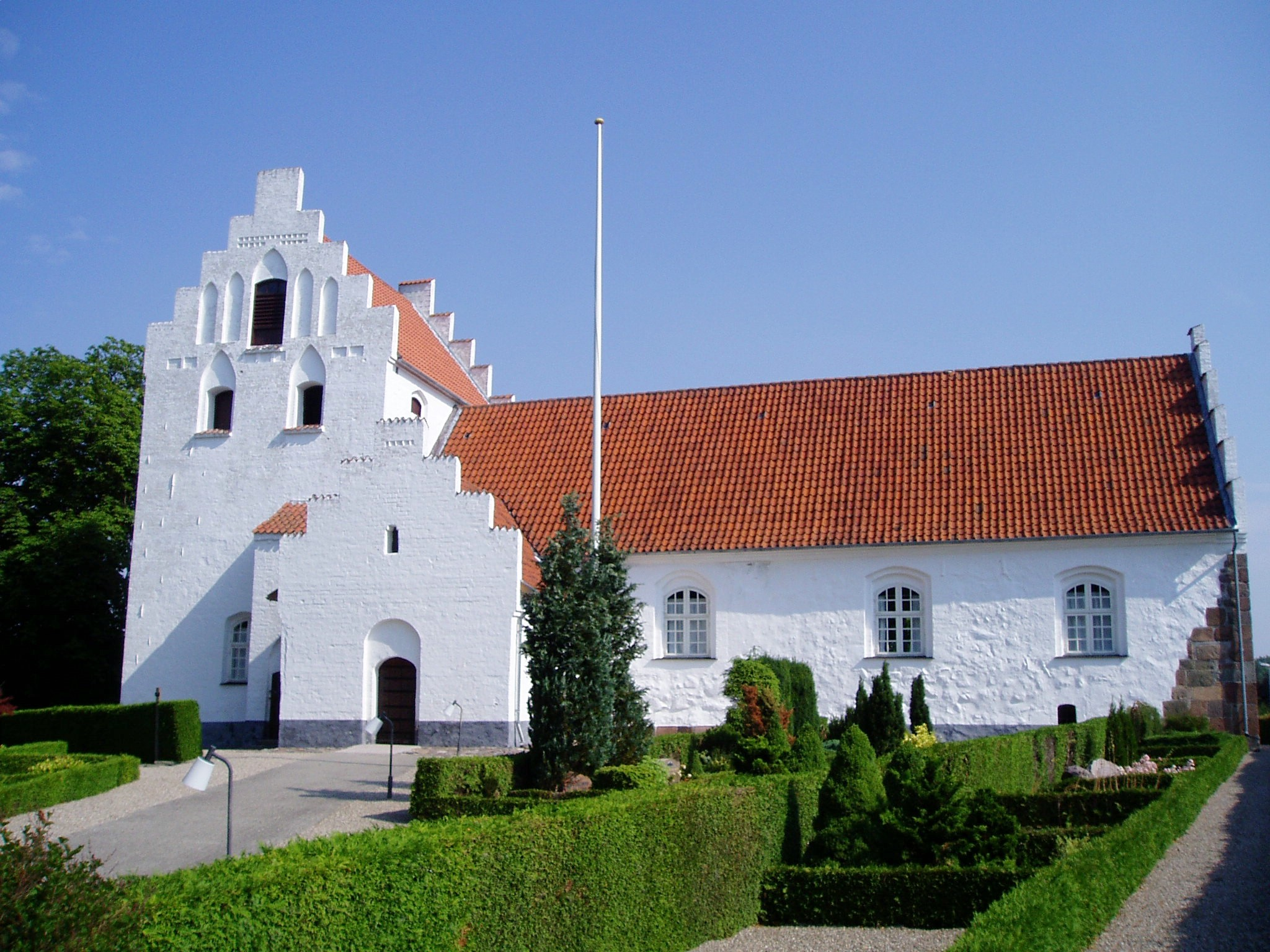
L'église d'Ørbæk

L'église d'Ørbæk a été construite vers l'an 1200. Le baptistère en granit est aussi ancien que l'église, et comporte une cuve baptismale hollandaise de 1625. Il y a trois lustres dans l'église. Le plus ancien date de 1709, offert par le prêtre Christian Michael Luja lors de son mariage. Un autre lustre a été offert en 1737 et le dernier en 1927. Un modèle de navire a été offert à l'église en 1932, mais ne représente aucun navire en particulier. L'église possède deux cloches, l'une datant de 1778 et l'autre de 1692.
L'église a été rénovée en 1870, puis de nouveau dans les années 1950 et entre 2016 et 2018.

## Marché d'Ørbæk
Le marché annuel d'Ørbæk (Danois : Ørbæk Marked) a commencé autour de l'an 1900, mentionné comme un marché pour le bétail. Le marché se tenait le deuxième samedi de juillet chaque année jusqu'en 1957, où l'industrialisation a rendu les chevaux moins nécessaires. La tradition annuelle s'est arrêtée en 1957, mais a été relancée en 1980. Le marché n'était plus uniquement consacré au bétail, mais est devenu principalement un kræmmermarked - un type de marché aux puces. Depuis 1980, le marché a lieu chaque année et est le plus grand marché de Fionie.